# Ion Moldovan
Ion Călin Moldovan (né le 3 septembre 1954 à Constanța) est un footballeur roumain reconverti en entraîneur.

## Palmarès

### En club

#### Comme joueur
- Champion de Roumanie en 1977 avec le Dinamo Bucarest

#### Comme entraîneur
- Champion de Roumanie de D2 en 1991 avec le Oțelul Galați
- Champion de Roumanie de D2 en 1994 avec le Argeș Pitești
- Champion de Bahreïn en 1999 avec le Muharraq Club
- Champion de Libye en 2006 avec le Al Ittihad Tripoli
- Vainqueur de la Supercoupe de Bahreïn en 2006 avec le Al Ittihad Tripoli